# Загражден (Плевенська область)
Загра́жден (болг. Загражден) — село в Плевенській області Болгарії. Входить до складу общини Гулянці.

## Населення
За даними перепису населення 2011 року у селі проживали 373 особи, з них 363 особи (98,6%) — болгари.
Розподіл населення за віком у 2011 році:
Динаміка населення: